# Epicauta subvittata
Epicauta subvittata es una especie de coleóptero de la familia Meloidae.

## Distribución geográfica
Habita en la Guayana.